# Harry Judd
Harold Mark Christopher "Harry" Judd, född 23 december 1985 i Chelmsford i Essex, är en brittisk musiker som är trummis i poprockbandet McFly. McFly blev kända efter att Busted sponsrade dem efter att ha bjudit med dem på turné.

## Uppväxt och karriär
Harry Judd föddes i Chelmsford i Storbritannien som det yngsta av tre barn. Som barn tyckte han om att spela cricket samt köra traktor runt familjens tomt. Han tog examen på Uppingham School, på samma skola som tidigare Busted-medlemmen Charlie Simpson. Hans bror var kompis med Charlie Simpson när de gick på Uppingham.
I en intervju sa han att han ville spela gitarr, men blev uttråkad av att spela barnvisor. Efter att en trummis i en kompis band hoppat av tog Judd platsen. Han kan också spela trumpet och har sagt att han tagit pianolektioner, men att han inte är så bra på det.  Han började trumma när han var 14 år. Själv tycker han inte om att sjunga i McFly, fast en gång på turné sjöng han en version av "Hero" med Enrique Iglesias. Han spelade trummor i Busteds musikvideo till "Crashed the Wedding" som släpptes i oktober 2003.

## Privatliv

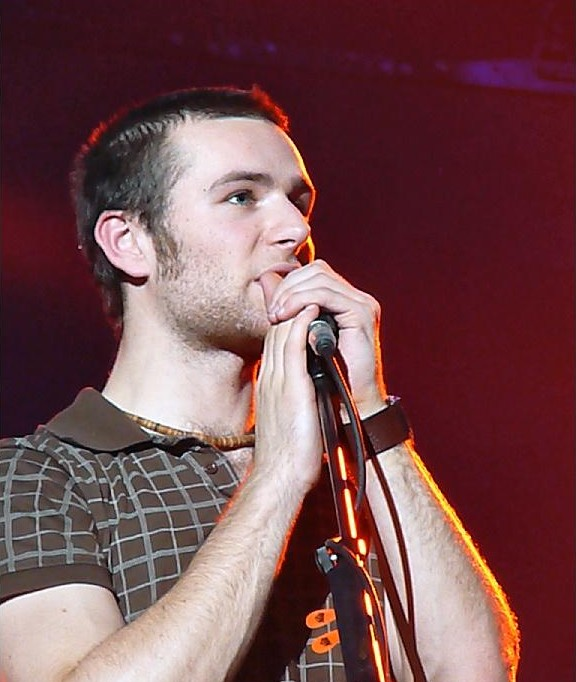
Harry Judd, 2007.

Harry Judd har sedan 2005 varit tillsammans med bandet Escalas violinist Izzy Johnston, de träffades under inspelningen av All About You.